# William Roberts (cyclisme)
Pour les articles homonymes, voir William Roberts (homonymie) et Roberts.
William Roberts (né le 4 juin 1998) est un coureur cycliste britannique, d'origine galloise .

## Biographie
William Roberts court pour la Wales Racing Academy,. En 2022, il devient champion de Grande-Bretagne de poursuite par équipes,.
La même année, il est sélectionné pour les Jeux du Commonwealth de 2022 à Birmingham où il représente le Pays de Galles. Il participe à la course scratch et remporte la médaille de bronze et se classe quatrième de la poursuite par équipes,.

## Palmarès sur piste

### Jeux du Commonwealth
| Édition / Épreuve | Scratch |
| Birmingham 2022   | Bronze  |

### Championnats de Grande-Bretagne
- 2015
  - 2e de l'américaine juniors
- 2019
  - 3e de la poursuite par équipes
- 2020
  - 2e de la course aux points
- 2022
  -  Champion de Grande-Bretagne de poursuite par équipes
- 2023
  -  Champion de Grande-Bretagne de poursuite par équipes
- 2024
  -  Champion de Grande-Bretagne de poursuite par équipes
  - 2e de la poursuite
  - 2e de la course aux points
  - 3e du scratch

## Palmarès sur route
- 2023
  - 3e du championnat du Pays de Galles sur route
  - 3e du Dudley Grand Prix